# Roya Sadat
Roya Sadat (nascida em 1981) é uma produtora de cinema e diretora do Afeganistão. Ela foi a primeira mulher diretora na história do cinema afegão na era pós-talibã, e aventurou-se a fazer filmes de ficção e documentários sobre o tema da injustiça e as restrições impostas às mulheres. Após a queda do regime talibã no país, ela fez a sua primeira longa-metragem Three Dots. Para este filme recebeu seis dos nove prémios que incluiu um como melhor diretor e outro como melhor filme. Em 2003, ela e a sua irmã Alka Sadat estabeleceram a Roya Film House e sob esta bandeira produziram mais de 30 documentários e longas-metragens. Ela está agora envolvida na produção de uma série de televisão intitulada Bahasht Khamosh.

## Biografia
Roya Sadat nasceu em Herat, no Afeganistão, em 1983, no momento da guerra do Afeganistão com a União Soviética. Estudou direito e ciências políticas na Universidade de Herat e recebeu um diploma de Bacharel de Artes em 2005. Em 2006, ela estudou na Academia Asiática, para um Certificado de Curso de Direção Cinematográfica. Quando ela era muito jovem, no momento em que os talibãs decidiram, no Afeganistão, que a educação das mulheres era um tabu. Em seguida, ela e suas cinco irmãs foram educadas em casa por sua mãe. Ela foi um auto-didata que se educou através da leitura de livros de autoria de Syd Field, em versões traduzidas do persa. Ela era muito apaixonada sobre a produção de filmes. Mas, considerando a atmosfera restritiva durante o regime talibã em seu país, ela começou a escrever roteiros para peças de teatro e filmes. Em 1999, mesmo durante o regime talibã, ela escreveu e dirigiu uma peça para um show de cinema para um grupo de mulheres afegãs. Após o regime talibã chegar ao fim, ela começou a fazer filmes, e seu primeiro filme como produtor e diretor, foi Three Dots, conhecido no Afeganistão como Se noughta.
Para o seu documentário intitulado Osama, que precedeu a sua primeira longa-metragem, Siddiq Barmak deu-lhe $2000 como forma de pagamento, e também contratou ela para escrever scripts para duas curtas-metragens e para trabalhar na televisão japonesa. Ela fez uma pesquisa para o documentário, Three, Two, One relacionado com o analfabetismo entre as mulheres do seu país, que foi produzido por sua irmã Alka Sadat; este foi programado para triagem, em 2007, no parlamento afegão, para evidenciar a necessidade de aprovação de legislação pendente sobre este assunto.
Em 2007, Roya também trabalhou para televisão afegã Tolo TV e produziu uma novela popular chamada Secrets of This House com 50 episódios, sobre a actual vida do povo do seu país.
Em 2003, ela e sua irmã Alka Sadat estabeleceu a primeira empresa de filme independente afegã. Em 2006, ela continuou seus estudos no Asian Film Academy, na Coreia do Sul, sob uma bolsa de estudos.
Sadat também é creditada com o estabelecimento da International Women's Film Festival, no Afeganistão em 2013, como co-fundadora e presidente.
Sadat foi um dos membros do júri no "Prémio Netpac" para filmes da Malásia projectados pelo Cinema Malaio, em 2014.

## Reconhecimento
É uma das 100 Mulheres da lista da BBC de 2021.